# Adam (película estadounidense de 2019)
Adam es una película de comedia estadounidense de 2019 dirigida por Rhys Ernst, a partir de un guion de Ariel Schrag, basado en la novela del mismo nombre de Schrag. Está protagonizada por Nicholas Alexander, Bobbi Salvör Menuez, Leo Sheng, Chloe Levine y Margaret Qualley.
Tuvo su estreno mundial en el Festival de Cine de Sundance el 25 de enero de 2019. Fue lanzado el 14 de agosto de 2019 por Wolfe Releasing.

## Argumento
El adolescente tímido y nerd Adam pasa su último verano de secundaria en Nueva York con su hermana mayor, quien es parte de la escena local de activistas lesbianas y trans. En esta comedia independiente sobre la mayoría de edad, Adam, junto con las personas que lo rodean, descubren el amor, la amistad y las duras verdades.

## Reparto
- Nicholas Alexander como Adam Freeman
- Bobbi Salvör Menuez como Gillian
- Leo Sheng como Ethan
- Chloe Levine como June
- Margaret Qualley como Casey Freeman
- Jari Jones como Schuyler
- MJ Rodriguez como Emma
- Colton Ryan como Brad
- Dana Aliya Levinson como Hazel
- Alisha B. Woods como Jackie
- Rachel Burkhardt como Nadia
- Melanie Hinkle como Kate
- Ashlie Atkinson como el Maestro de Ceremonias Obligado
- Ana Gasteyer como Mamá
- Yva Las Vegass como el gorila del club
- Theo Germaine como Carlisle

## Producción
En noviembre de 2016, se anunció que Desiree Akhavan dirigiría la película, a partir de un guion de Ariel Schrag, basado en su novela del mismo nombre. James Schamus y Howard Gertler producirían la película, mientras que Joe Pirro se desempeñaría como productor ejecutivo bajo su estandarte de Symbolic Exchange. Sin embargo, Akhavan tuvo que abandonar la película debido a conflictos de programación y Rhys Ernst terminó dirigiendo la película.

## Estreno
Tuvo su estreno mundial en el Festival de Cine de Sundance el 25 de enero de 2019. Poco después, Wolfe Releasing adquirió los derechos de distribución de la película. Fue lanzada el 14 de agosto de 2019.

## Recepción

### Crítica
Adam tiene un índice de aprobación del 74% en el sitio web del agregador de reseñas Rotten Tomatoes, según 23 reseñas, con un promedio ponderado de 6.9/10. En Metacritic, la película tiene una calificación de 64 sobre 100, basada en 10 críticos, lo que indica "críticas generalmente favorables".

### Controversia
Debido a que el engaño de género es un elemento importante de la trama de la película (y de la novela en la que se basa), ha sido objeto de controversia. El director Rhys Ernst, una persona trans, ha reconocido las críticas al material original, pero dice que "una condición principal para mi trabajo en el proyecto fue que lo diría desde una perspectiva trans" y que "los cambios abordan muchos de los preocupaciones que se han planteado sobre la novela", además de afirmar que "las cosas a las que le teme la gente, que no ha visto la película, ninguna de esas cosas está en la película". También dijo: "Hubo muchos cambios entre el libro y el guion, así que no me detuve mucho en el libro. Estoy viendo mi papel y mi visión en esto para crear un trabajo completamente nuevo que está saltando del guion, pero no tanto del libro".
Ernst también respondió a las llamadas en línea para boicotear la película, diciendo: "la idea de boicotear o condenar proyectos antes de que se publiquen no es progresiva ni beneficiosa. Me recuerda a Gamergate, a los intentos de cerrar una película de Cazafantasmas femenina... no creo que creo en los boicots de los productos culturales, del arte. Hay otras formas de participar. Creo, ya sabes, quemar un libro, incluso el libro más vil que se me ocurre, lo encuentro demasiado cercano al fascismo. Lo siento. No creo en eso".